# Sherburn in Elmet
Pour les articles homonymes, voir Sherburn.
Sherburn in Elmet est un village et une paroisse civile du Yorkshire du Nord, en Angleterre. C'est l'une des trois localités de la région à être explicitement associée avec l'ancien royaume celtique d'Elmet, avec Barwick-in-Elmet et Scholes-in-Elmet). Le village comptait 6 221 habitants selon le recensement de 2001.

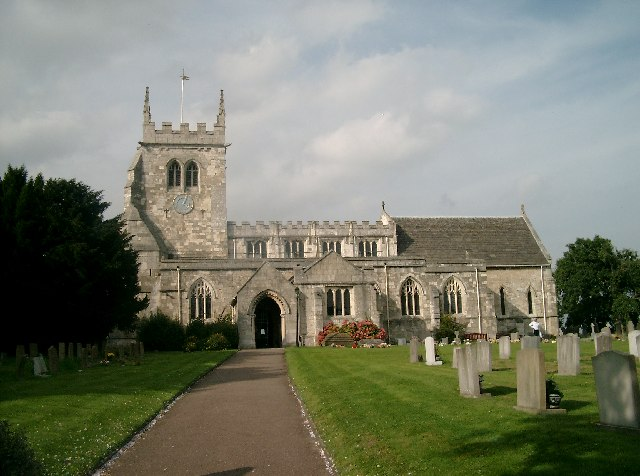
All Saints Church de Sherburn in Elmet.